# Francisco Austregésilo de Mesquita Filho
Francisco Austregésilo de Mesquita Filho (* 4. März 1924 in Reriutaba; † 7. Oktober 2006 in Recife) war ein brasilianischer römisch-katholischer Geistlicher und Bischof von Afogados da Ingazeira.

## Leben
Francisco Austregésilo de Mesquita Filho studierte von 1946 bis 1951 Philosophie und Theologie in Fortaleza. Am 8. Dezember 1951 empfing er die Priesterweihe. Er wirkte als Rektor am Priesterseminar in Sobral sowie als Professor des dortigen theologischen Studiums.
Am 25. Mai 1961 wurde er von Papst Johannes XXIII. zum zweiten Bischof von Afogados da Ingazeira ernannt. Die Bischofsweihe empfing er am 24. August des gleichen Jahres durch seinen Amtsvorgänger João José da Mota e Albuquerque, Bischof von Sobral. Mitkonsekratoren waren der KoadjutorErzbischof von Maceió, Adelmo Cavalcante Machado, und der Bischof von Garanhuns, Juvéncio de Brito. Sein Wahlspruch lautete: Ut vitam habeant („Damit sie das Leben haben“).
Er nahm an allen vier Sitzungsperioden des Zweiten Vatikanischen Konzils als Konzilsvater teil. Während des Konzils unterzeichnete er auch den Katakombenpakt. Nebenbei absolvierte er eine journalistische Ausbildung und war langjähriger Moderator der Radiosendung „Nossa Palavra“ (Unsere Botschaft). Er setzte sich sehr für seine Region und örtliche Bevölkerung ein, besonders für materiell schlechter Gestellte.
Am 13. Juni 2001 nahm Papst Johannes Paull II. sein altersgemäßes Rücktrittsgesuch an.